# 메이플스토리의 등장인물 목록
이 문서에서는 온라인 게임 《메이플스토리》의 등장인물을 정리한다.

## 창조주
세 여신은 메이플 월드, 그란디스, 마스테리아를 관장하는 여신으로, 인간과 에르다를 이어준다.
- 메이플 월드의 여신
- 그란디스의 여신 (노바의 모습)
- 그란디스의 여신 (레프의 모습)
- 그란디스의 여신 (아니마의 모습)
- 마스테리아의 여신

- 메이플 월드의 여신

메이플 월드를 관장하는 여신.
- 그란디스의 여신

그란디스를 관장하는 여신.
- 마스테리아의 여신

마스테리아를 관장하는 여신.

## 메이플 월드

### 메이플 연합

#### 모험가

##### 교관
- 하인즈
- 헬레나
- 설희
- 카이린

- 주먹펴고 일어서

페리온에 거주하고 있으며, 모험가 전사 직업의 전직을 담당한다.
- 하인즈[a]

엘리니아에 거주하고 있으며, 모험가 마법사 직업의 전직을 담당한다.
- 헬레나[b]

헤네시스에 거주하는 엘프. 모험가를 대표하는 교관이며, 패스파인더를 제외한 모험가 궁수 직업의 전직을 담당한다.
- 다크로드

커닝시티에 거주하고 있으며, 듀얼블레이드를 제외한 모험가 도적 직업의 전직을 담당한다.
- 설희

커닝시티에 거주하고 있으며, 듀얼블레이드의 전직을 담당한다.
- 카이린

노틸러스호에 거주하고 있으며, 캐논슈터를 포함한 모험가 해적 직업의 전직을 담당한다. 쿼터엘프이며, 테스의 여동생이다.

##### 기타 구성원
- 슈가
- 테스
- 올리비아
- 론도

- 슈가

붉은색이 섞인 연갈색 머리를 두 갈래로 묶은 소녀. 메이플 월드의 여신이 변신한 모습이다.
- 테스

금발이 섞인 연한 갈색 머리에 녹색 눈을 가진 남자. 카이린의 오빠다.
- 올리비아

땋은 보라색 머리에 푸른 눈을 가진 소녀. 명랑하고 적극적인 성격이며, 보석과 보물에 관심이 많다.
- 론도

녹색 머리에 노란 짐승눈을 가진 아니마 소년. 내향적인 성격이며, 항상 모자를 쓰고 다닌다.

#### 시그너스 기사단
시그너스 기사단(Cygnus Knights)은 에레브의 여제 시그너스가 나인하트와 함께 창설한 기사단이다.

##### 대표자
- 시그너스
- 나인하트

- 시그너스

아리아의 뒤를 잇는 제9대 메이플 월드의 황제. 시그너스 기사단 및 메이플 연합의 총사령관.
- 나인하트

시그너스 기사단 및 메이플 연합의 책사.
- 신수

에레브에 사는 피요족 최고위 생물. 에레브의 여제를 지키고 있다.

##### 기사단장
- 미하일
- 오즈
- 이리나
- 이카르트
- 호크아이

- 미하일

빛의 기사단장으로, 전사 직업 ‘소울마스터’의 전직을 담당하며, 플레이어 캐릭터로도 등장한다.
- 오즈

불의 기사단장으로, 마법사 직업 ‘플레임위자드’의 전직을 담당한다.
- 이리나

바람의 기사단장으로, 궁수 직업 ‘윈드브레이커’의 전직을 담당한다.
- 이카르트

어둠의 기사단장으로, 도적 직업 ‘나이트워커’의 전직을 담당한다.
- 호크아이

번개의 기사단장으로, 해적 직업 ‘스트라이커’의 전직을 담당한다.

##### 기타 구성원
- 올리

- 열 마리의 부기

시그너스 기사단의 정보원.
- 올리

스트라이커 부대 소속 기사단원.
- 구피, 돌피, 리피

블록버스터에 등장하는 피요족 궁병.

#### 레지스탕스
레지스탕스(Resistance)는 검은 마법사의 수하 집단인 블랙윙의 지배를 받고 있는 에델슈타인의 해방을 위해 싸우는 조직이다.

##### 지휘부
- 지그문트
- 일렉스
- 헨리테
- 벨
- 체키

- 지그문트

에델슈타인 병원 외과 의사이자, 레지스탕스의 총사령관.
- 일렉스

에델슈타인 병설 유치원의 교사. 전사 직업 ‘블래스터’의 전직을 담당한다.
- 헨리테

마법사 직업 ‘배틀메이지’의 전직을 담당한다.
- 벨

에델슈타인의 치안을 담당하는 경찰. 궁수 직업 ‘와일드헌터’의 전직을 담당한다.
- 체키

해적 직업 ‘메카닉’의 전직을 담당한다.

##### 기타 구성원
- 제논
- 데몬
- 슈멧

- 제논

겔리메르에 의해 제네로이드로 개조당한 인간.
- 데몬

과거 검은 마법사 군단에 속해 있던 마족. 예견된 자멸에 환멸을 느껴 검은 마법사의 곁을 떠나 레지스탕스에 가입했다.
- 슈멧

메이플 연합과의 통신을 담당하는 기술자.

#### 영웅
영웅은 수백 년 전 검은 마법사를 봉인했던 여섯 명의 고대 영웅 캐릭터들이다.

##### 플레이어 캐릭터
영웅 직업군은 2009년 7월 아란이 처음으로 등장하면서 처음 모습을 드러냈으며, 동년 12월에는 에반이 출시 되었다.
2011년 7월 21일에는 〈레전드〉 업데이트를 통해 메르세데스가 출시되었고, 동년 12월 29일에는 〈저스티스〉 업데이트를 통해 팬텀이 출시되었다.
2012년 7월 12일에는 〈템페스트〉 업데이트를 통해 루미너스가 출시되었고, 2014년 1월 2일에는 〈유앤아이〉 업데이트의 일환으로 은월이 출시되면서, 영웅 직업이 모두 출시되었다.
2015년 12월에서 2016년 2월까지 영웅 캐릭터를 주연으로 하는 블록버스터인 〈히어로즈 오브 메이플〉이 출시되었다.
- 아란
- 에반
- 루미너스
- 메르세데스
- 팬텀
- 은월

- 아란

폴암을 무기로 사용하는 전사.
- 에반

오닉스 드래곤인 ‘미르’와 한 조로 움직이는 마법사.
- 루미너스

고유 무기인 ‘샤이닝 로드’로 빛의 마법과 어둠의 마법을 사용하는 마법사.
- 메르세데스

고유 무기인 ‘듀얼 보우건’을 사용하는 궁수이자, 엘프의 왕.
- 팬텀

고유 무기인 ‘케인’과 ‘카르트’를 사용하는 도적. 모험가의 스킬을 훔쳐 사용할 수 있다.
- 은월[c]

너클을 무기로 사용하는 해적.

##### 기타 구성원
- 리린
- 마하
- 미르
- 랑

- 리린

루비스타인 가문 출신 인물이자 나인하트의 여동생. 아란의 조력자를 담당하고 있다.
- 마하

폴암의 정령. 아란이 사용하는 폴암에 깃들어 있다.
- 미르

메이플 월드 최후의 오닉스 드래곤. 에반의 파트너를 담당하고 있다.
- 랑[d]

미우미우 행성의 뾰족귀 여우마을에 거주하는 여우 아니마 소녀. 은월의 조력자를 담당하고 있다.

### 검은 마법사군단
- 검은 마법사

어둠에 물든 빛의 초월자.

#### 군단장
- 데미안
- 반 레온
- 루시드
- 스우
- 아카이럼
- 윌
- 힐라
- 진 힐라

- 데미안

마족과 인간 사이에서 태어난 혼혈 마족이자, 과거 검은 마법사 군단 소속이었던 데몬의 남동생. 생명의 초월자인 알리샤를 납치했다.
- 반 레온

엘나스 산맥 깊은 곳에 있던 왕국을 통치했던 왕. 반(返) 검은 마법사 동맹에 의해 왕국을 잃은 후 검은 마법사의 편에 섰다.
- 루시드

에우렐 출신의 엘프. 꿈을 조종하는 능력을 지니고 있다.
- 스우[e]

어둠의 정령 출신 인물이자, 오르카의 오빠. 과거 메이플 월드의 황제였던 아리아를 살해한 장본인이다.
- 아카이럼

뱀을 데리고 다니는 시간의 대신관. 검은 마법사 군단에서 지휘를 맡는 책사로 활동한다.
- 윌

그림자 기사단 출신 인물. 거미와 관련된 능력을 지니고 있다.
- 힐라

아스완 출신의 무녀. 검은 마법사에게 아스완을 바친 후 더 강한 힘과 영원한 젊음을 얻었다.

#### 친위대
- 듄켈 (친위대장)
- 모카딘
- 카리아인
- 줄라이
- CQ57
- 플레드

#### 블랙윙
블랙윙(Black Wings)은 검은 마법사를 추종하는 조직이다.
- 겔리메르
- 바로크

- 겔리메르

블랙윙의 수장이자, 매드 사이언티스트. 제논을 납치해 제네로이드로 개조한 장본인이다.
- 엘레오노르

블랙윙의 고위 간부로 일하는 마녀.
- 이베흐

블랙윙의 고위 간부로 일하는 신사.
- 바로크

변신술사.

##### 과거 구성원
- 오르카
- 프란시스

- 오르카

스우의 여동생이며, 블랙윙의 창설자이자, 전 수장. 블랙헤븐의 추락 이후 검은 마법사 군단을 떠났다.
- 프란시스

블랙윙에서 활동한 인형술사. 블랙헤븐의 추락 이후 오르카의 협력자가 된다.

### 기타
- 아리아

시그너스 이전 메이플 월드의 여제. 스우에게 살해당했다.
- 알리샤

생명의 초월자이자 세계수의 상징.

##### 루타비스
- 반반
- 피에르
- 블러디 퀸
- 벨룸

- 반반

편안경을 쓴 닭 조인으로, 시간을 조종할 수 있는 시간술사.
- 피에르

어릿광대.
- 블러디 퀸

얼굴이 네 개인 피의 여왕.
- 벨룸

땅 속을 오가는 지룡(地龍).

## 그란디스

### 노바
노바(Nova)는 용인(龍人)의 외형을 가진 종족이다.

#### 플레이어 캐릭터
- 카일 (카이저)
- 티어
- 티어 (엔젤릭버스터로 변신한 모습)
- 카데나
- 카인

- 카일

노바의 수호자이자, 용족의 후예. 전사 직업군으로, 무기로는 두손검을 사용한다.
- 티어

노바족 소녀. 에스카다의 힘으로 전장의 아이돌 ‘엔젤릭버스터’가 된다. 해적 직업군으로, 무기로는 소울 슈터를 사용한다.
- 카데나

노바 왕족 출신 인물. 도적 직업군으로, 무기로는 체인을 사용한다.
- 카인

노바의 소수 일족인 블랙 노바족 인물. 궁수 직업군으로, 무기로는 브레스 슈터를 사용한다.

#### 기타 구성원
- 이데아
- 에스카다

- 이데아

노바 족 내정 최고 담당관이자, 헬리시움 탈환 본부의 책사.
- 에스카다

드래곤의 모습을 한 존재. 노바족 소녀 티어의 조력자로, 티어를 엔젤릭버스터로 만든 장본이다.
- 카탈리온

### 레프
레프(Lef)는 그란디스의 주 종족이다. 강력한 마력을 보유하고 있으며, 이를 바탕으로 마도 문명을 이루었다. 그러나 사상의 차이로 하이레프 진영과 우든레프 진영으로 나뉜 후 전쟁을 치렀고, 하이레프가 승리하여 그란디스의 패권을 장악했으며, 우든레프는 소수만이 생존하게 되었다.

#### 플레이어 캐릭터
플레이어 캐릭터로서의 레프는 2017년 8월 10일, 일리움이 신규 직업으로 추가되면서 처음 등장했다. 이후, 이듬해인 2018년 1월 4일에는 아크가 출시되었다.
2020년 1월 16일에는 〈라이즈〉 업데이트를 통해 아델이 출시되었고, 2023년 1월 19일에는 〈세이비어〉 업데이트를 통해 칼리가 출시되었다.
- 일리움
- 아크
- 아델
- 칼리

- 일리움

아쉴롬 출신의 우든레프. 마법사 직업군으로, 무기로는 매직 건틀렛을 사용한다.
- 아크

신체의 절반이 괴물이 된 하이레프. 해적 직업군으로, 무기로는 너클을 사용한다.
- 아델

리스토니아 출신의 하이레프. 전사 직업군으로, 무기로는 튜너를 사용한다.
- 칼리

사제 출신의 하이레프. 도적 직업군으로, 무기로는 차크람을 사용한다.

### 아니마
동물을 닮은 외형의 반인반수 종족으로, 대부분 인간의 몸에 동물의 귀와 꼬리가 붙은 형태이며, 부족에 따라 닮은 동물의 종류가 다르다.

#### 플레이어 캐릭터
플레이어 캐릭터로서의 아니마족은 2019년 7월, 호영이 신규 직업으로 추가되면서 처음 등장했다. 이후 2021년 7월 15일에는 라라, 2025년 6월 19일에는 렌이 추가되었다.
- 호영
- 라라
- 렌

- 호영

도적 계열의 호랑이 아니마. 무기로는 부채와 선추를 사용한다.
- 라라

마법사 계열의 양 아니마. 무기로는 완드와 노리개를 사용하며, 해, 강, 바람의 정령을 이용해 공격한다.
- 렌

전사 계열의 토끼 아니마. 무기로는 장검과 여의보주를 사용한다.

#### 기타 구성원
- 그루
- 그리
- 마루

- 그루 & 그리

늑대 아니마 형제. 형 그루는 작중 시점에서 이미 사망했다. 동생 그리는 나린에 거주하며, 라라의 스토리에 등장한다.
- 마루

미우미우 행성의 뾰족귀 여우마을에 거주하는 여우 아니마 소년. 테마던전 ‘여우골짜기’에 등장한다.

### 선인

#### 사방신
- 아라
- 슈리
- 백연
- 가온

- 아라

봄의 결계를 지키는 사방신으로, 사방신 중 막내이자 도원경의 수문장이다. 이명은 ‘봄의 청룡’이다.
- 슈리

여름의 결계를 지키는 사방신. 이명은 ‘여름의 주작’이다.
- 백연

가을의 결계를 지키는 사방신. 이명은 ‘가을의 백호’다.
- 가온

겨울의 결계를 지키는 사방신. 이명은 ‘겨울의 현무’다.

### 제른 다르모어 군단
- 제른 다르모어

그란디스의 생명의 초월자.

#### 구성원
- 림보
- 매그너스
- 카링

- 레이나

- 림보

하이레프족 출신 사도. 요괴(스펙터)의 모습으로 변신할 수 있다.
- 매그너스

노바족 출신 부하. 노바족 고대신의 성유물인 ‘아우트리거’의 힘을 손에 넣기 위해 동족을 배신하고 헬리시움을 점령했으며, 한때 검은 마법사 군단의 군단장이기도 했다.
- 앱실론

- 카링

오디움의 연구자 출신 선인.
- 하보크

### 프리머시
- 이케르

- 에일린

- 카프디

- 켈리

#### 협력자
- 세렌

- 세렌

하이마운틴 출신의 천족. 세르니움을 거쳐 프리머시의 협력자가 된다.
- 고브

## 프렌즈 월드
- 키네시스

〈프렌즈스토리〉의 세계관인 프렌즈 월드에 살고 있던 고등학생.

## 메이플스토리M한정 등장인물
- 시아 아스텔

- 에릴 라이트

### 내용
1. ↑  미주·유럽·동남아에서는 그렌델(Grendel).
2. ↑  미주·유럽·동남아에서는 아테나 피어스(Athena Pierce).
3. ↑  미주·유럽에서는 셰이드(Shade).
4. ↑  미주·유럽·동남아에서는 문빔(Moonbeam).
5. ↑  미주·유럽·동남아에서는 로터스(Lotus).
6. ↑  미주·유럽·동남아에서는 플로라(Flora).
7. ↑  외수판 전용 캐릭터인 ‘칸나’의 부채와는 다른 무기다.